# Континентальна дуга

Схематична діаграма формування континентальної дуги.

Континентальна дуга — тип вулканічної дуги, що виникає як «дугоподібна» топографічна висока область уздовж континентальної окраїни. Континентальна дуга формується на активній континентальній окраїні, де стикаються дві тектонічні плити, і де одна плита має континентальну кору, а інша океанічну кору вздовж лінії конвергенції плит, і розвивається зона субдукції. Магматизм і петрогенез континентальної кори є складними: по суті, континентальні дуги відображають суміш матеріалів океанічної кори, мантійного клина та матеріалів континентальної кори.
Коли дві тектонічні плити стикаються, відносно щільніша океанічна кора буде субдукована під відносно легшу континентальну кору. Через процес субдукції відносно холодніша океанічна кора разом із водою субдукується в астеносферу, де тиск і температура набагато вищі, ніж на поверхні Землі. За таких умов плита, що опускається вниз, вивільняє летючі речовини, такі як H2O та CO2, які спричиняють часткове плавлення вищезгаданої астеносфери.Цей процес може створити відносно плавучу магму, яка згодом утворює серію вулканів на поверхні вздовж зони субдукції. Деякі дослідники стверджують, що рефертилізація дугової літосферної мантії також може бути важливим процесом, пов’язаним з дуговим магматизмом.  Оскільки зона субдукції (яка також є межею плити) зазвичай має дугоподібну форму, геологи назвали ці вулкани вулканічними дугами. Вулканічна дуга, побудована на континентальній корі, називається континентальною; будучи на океанічній корі, вулкани утворюють острівну дугу.